# Guardians of the Galaxy Vol. 3
Guardians of the Galaxy Vol. 3 er en amerikansk stumfilm fra 2023 af James Gunn.

## Medvirkende
- Chris Pratt som Peter Quill
- Zoe Saldaña som Gamora
- Dave Bautista som Drax
- Karen Gillan som Nebula
- Pom Klementieff som Mantis
- Vin Diesel som Groot
- Bradley Cooper som Rocket